# Josetsu

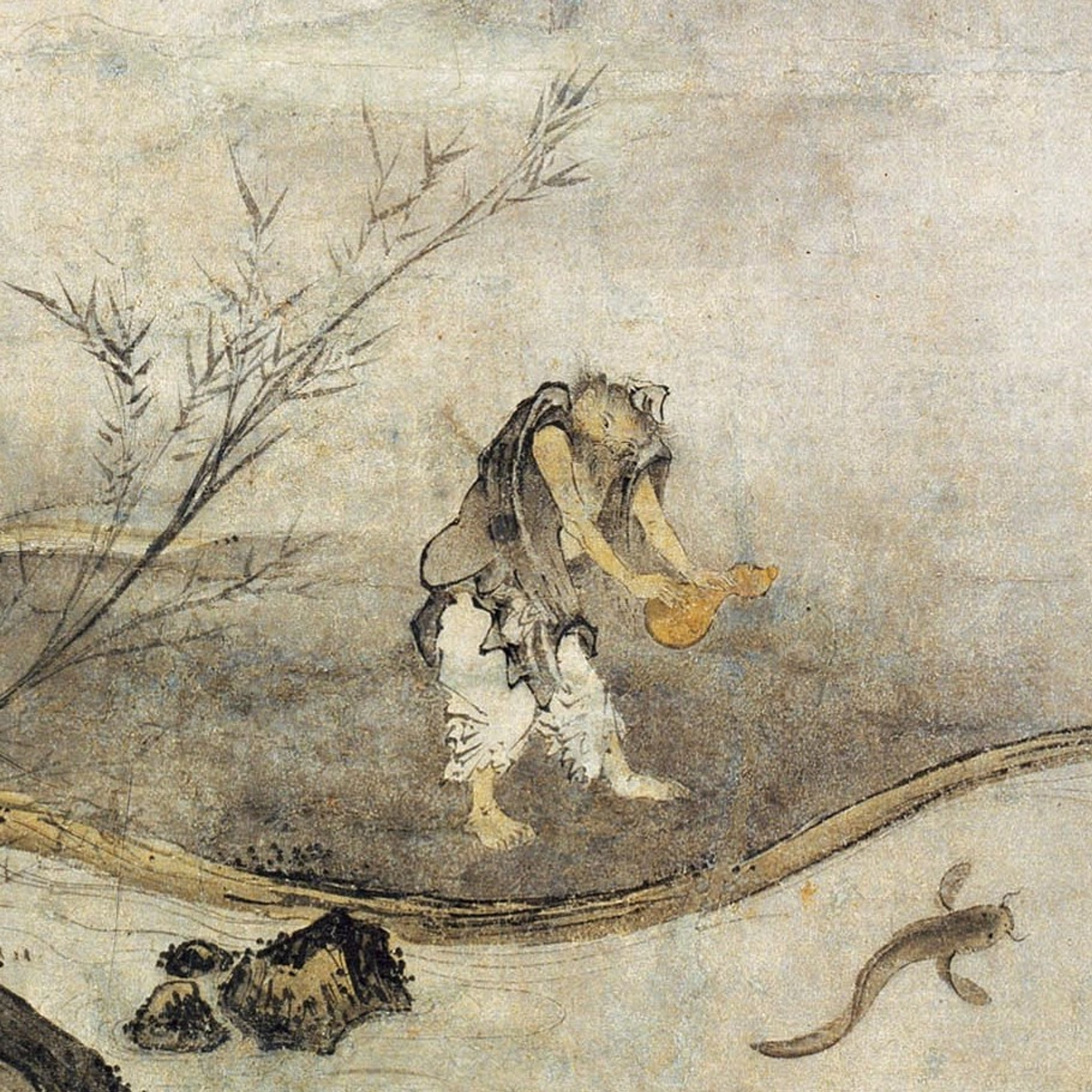
Lurchfang, Detail

Josetsu (japanisch 如拙, er wirkte im frühen 15. Jahrhundert) war ein japanischer Mönch und Maler, der während der Ōei-Zeit (応永期: 1394–1428) der Muromachi-Zeit tätig war.

## Leben und Wirken
Josetsu war ein Mönch-Maler am Tempel Shōkoku-ji in Kyōto, Es heißt, er sei ein Lehrer von Shūbun gewesen, der sich zu dieser Zeit im selben Tempel aufhielt. Es wird vermutet, dass er unter der Anleitung und Unterstützung des vierten Shoguns, Ashikaga Yoshimochi (1386–1428), an zahlreichen Gemälden beteiligt war und eine zentrale Rolle in den frühen Kreisen der Tuschemalerei spielte.
Seine Gemälde waren zu seinen Lebzeiten berühmt, und später beschrieb Hasegawa Tōhaku (15931–610) ihn in seinem Werk „Tohaku Gasetsu“ (等伯画説) – „Tōhakus Bilderläuterungen“ als Begründer der Malerei im Stil der Gemälde der Song- und Yüan-Dynastie und betonte damit auf Josetsus führende Position in der Geschichte der Tuschemalerei. Es wird gesagt, dass der Name „Josetsu“ vom bekannten buddhistischen Mönch Zekkai Chūshin (1334–1405) aus derselben Zeit benannt wurde, was „Taikō wa naru ga kotoshi“ (大巧(たいこう)は拙なるが如し) – etwa „Großes Können ist schlecht“ bedeutet. Laut „Ga’un Nikken-roku“  (臥雲日件録), verfasst von Zuikei Shōhō (瑞渓 周鳳; 1392–1473), beteiligte er sich von 1414 bis 1415 an dem Plan, ein Denkmal für Musō Soseki, den Gründer des Tempels Shōkoku-ji, zu errichten, und reiste auf der Suche nach Steinmaterialien bis nach Shikoku.
Das bekannteste Werk Josetsus ist „Hyōnen-zu“ (瓢鮎図) – die Tuschmalerei vom „Vergeblichen Einfangen eine Lurches“ am Tempel Taizō-in in Kyōto, es ist als Nationalschatz registriert. Dies ist eine Illustration eines Zen-Kōan: „Maruku subesube shita hyōtan de nuru-nuru shita namazu o osaeru ni wa ikagan“ – (円くすべすべした瓢箪でぬるぬるした鮎をおさえるには如何) – „Wie fängt man einen schleimigen Süßfisch mit einem glatten, runden Kürbis?“ Auf dem Tuschbild signierten 31 Zen-Mönche, die das damalige Gozan repräsentierten, darunter die Mönche Daigaku Shūsū (大岳 周崇; 1345–1423) und Gyokuen Bompō (1348–1420), ein Gedicht.
Es ist offensichtlich, dass Josetsu von der höfischen Malerei (院体画, Intai-ga) der  Song-Dynastie gelernt hat, beispielsweise die Kompositionsmethode mit breiten Rändern und die Technik der Pinselstriche. Es ist ein Werk, das den zukünftigen Kurs der japanischen Tuschemalerei bestimmte. Gesichert überliefert sind nicht viele Werke von Josetsu, aber doch neben dem erwähnten  „Hyōnen-zu“ das „Ōgi shi shosen-zu“ (王羲之書扇図) – „Rollbild mit dem chinesischen Kalligraphen Wang Xianzhi“ im Nationalmuseum Kyōto und „Sankyō-zu“ (三教図) – „Die drei Lehren“ im Tempel Ryōsoku-in (両足院), ebenfalls in Kyōto. Mit den „Drei Lehren“, sind Buddhismus, Shintō und Konfuzianismus.

## Bilder

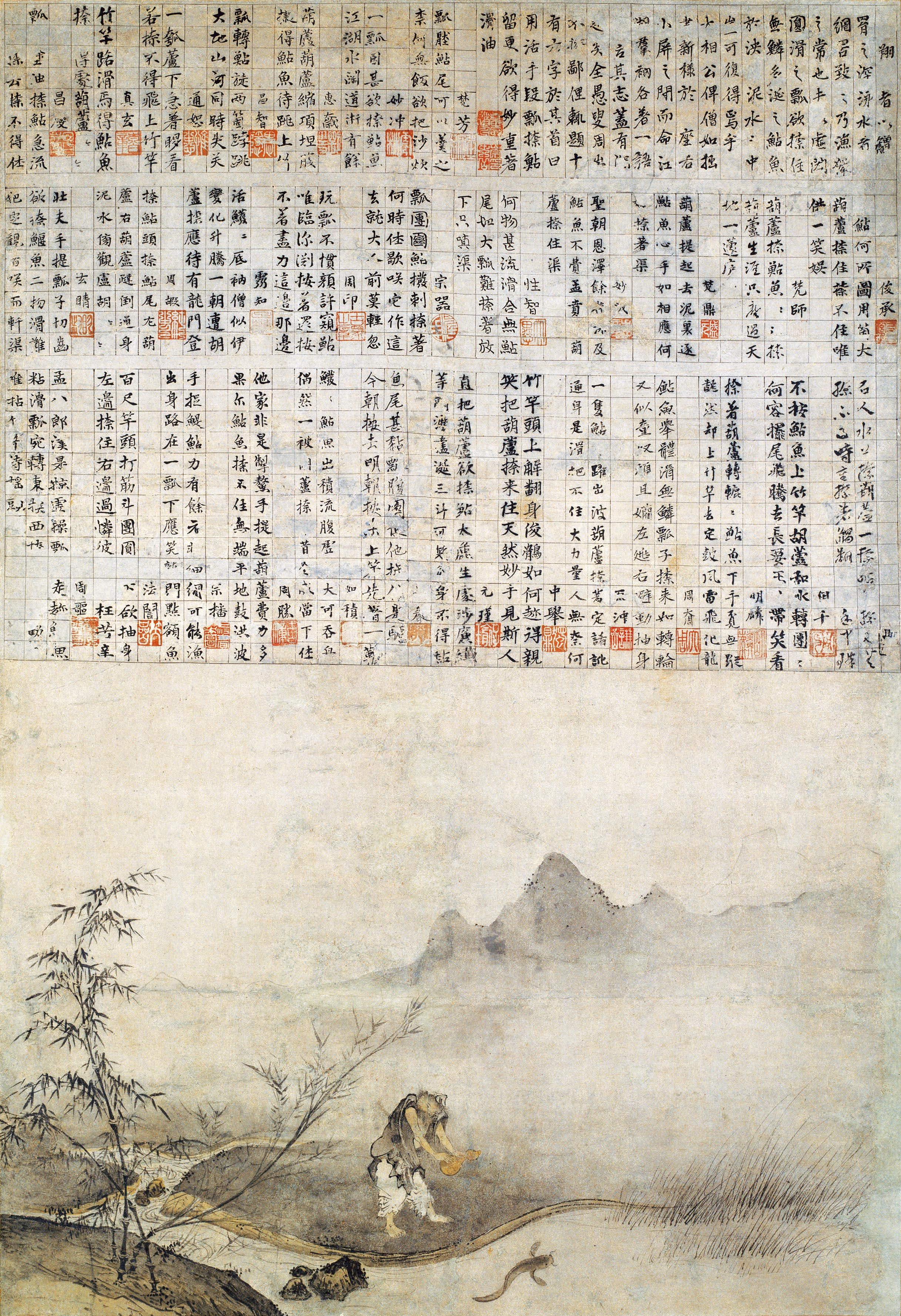
Hyōnen Rollbild
Hyōnen
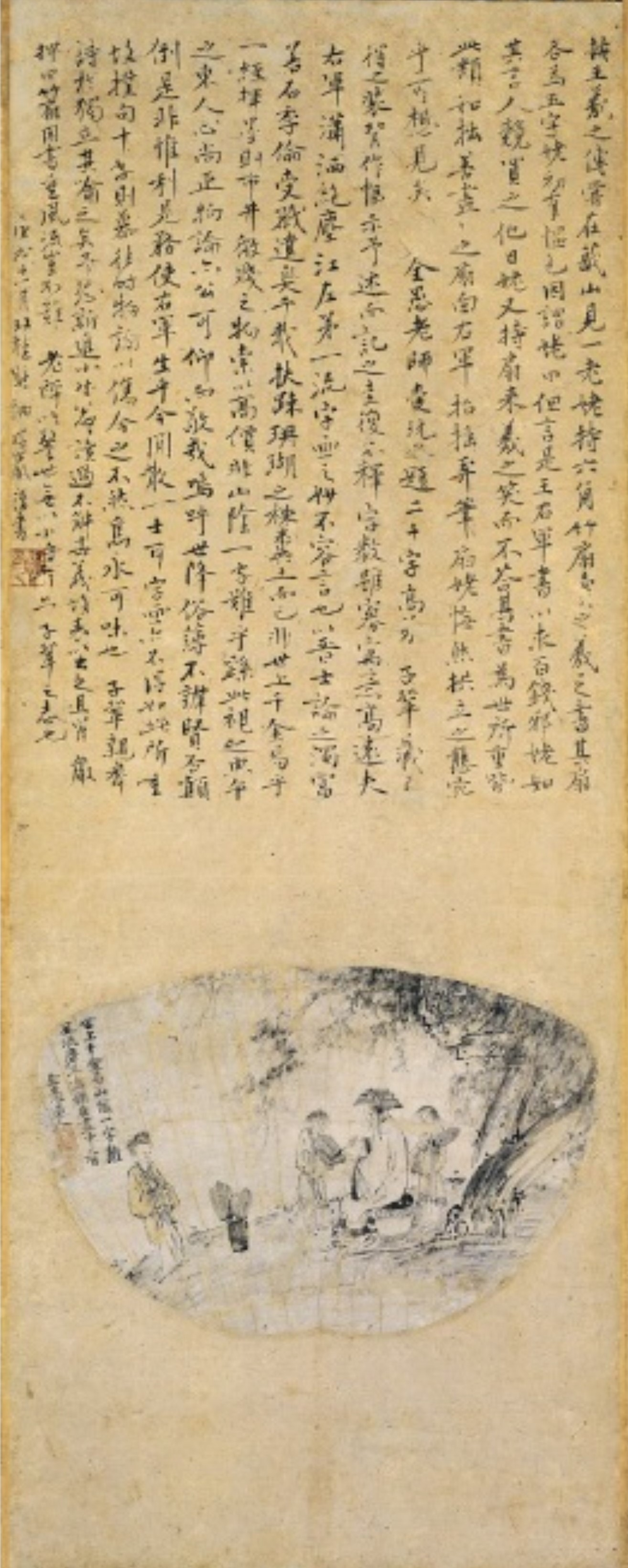
Rollbild mit Fächer
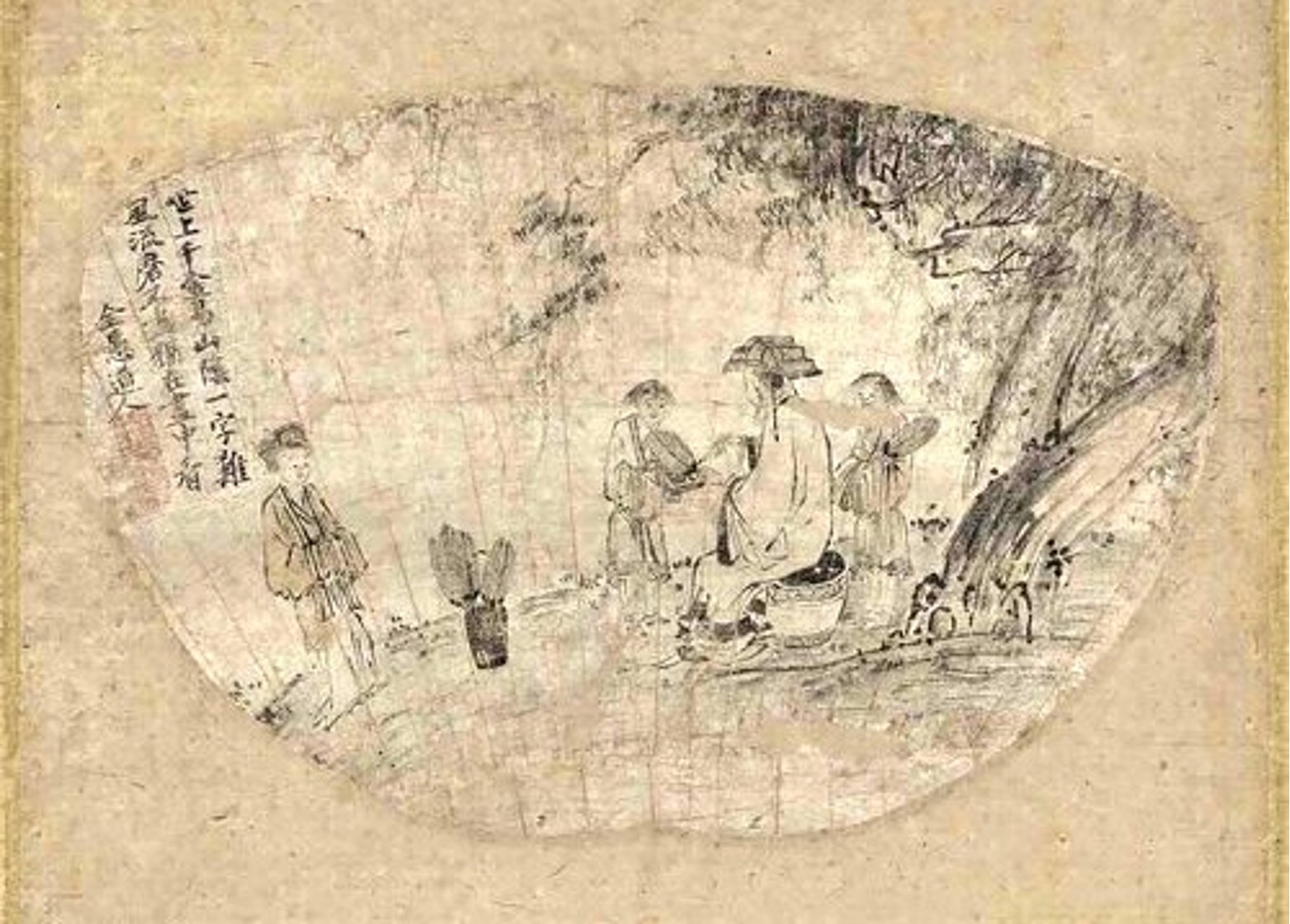
Der Fächer
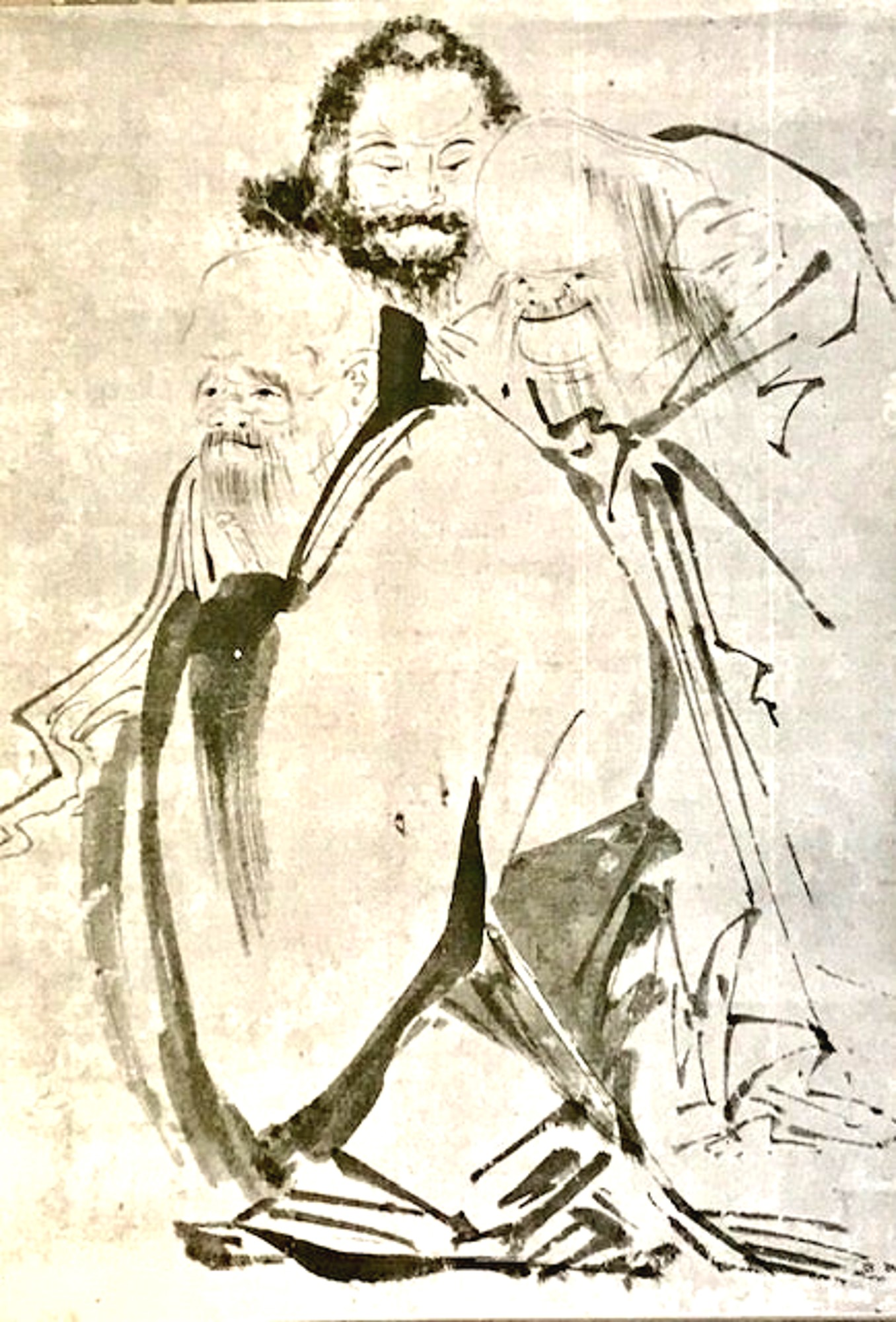
Die drei Lehren